# Shavkat Salomov
Shavkat Salomov (né le 13 novembre 1985) est un footballeur international ouzbek. Il évolue au poste de milieu de terrain.
Shavkat Salomov participe à la Coupe d'Asie des nations 2011 avec l'équipe d'Ouzbékistan.

## Buts internationaux
| no | Date             | Sélection | Adversaire     | Minute | Résultat | Compétition                  |
| -- | ---------------- | --------- | -------------- | ------ | -------- | ---------------------------- |
| 1  | 13 octobre 2007  | 1         | Taipei chinois | 68e    | 9 - 0    | Éliminatoires Coupe du monde |
| 2  | 7 septembre 2010 | 4         | Estonie        | 86e    | 3 - 3    | Match amical                 |